# 多耳毛蕨
多耳毛蕨（学名：Cyclosorus caii）为金星蕨科毛蕨属下的一个种。

## 扩展阅读
維基物種上的相關：多耳毛蕨